# 柑橘庭院 (塞维利亚)

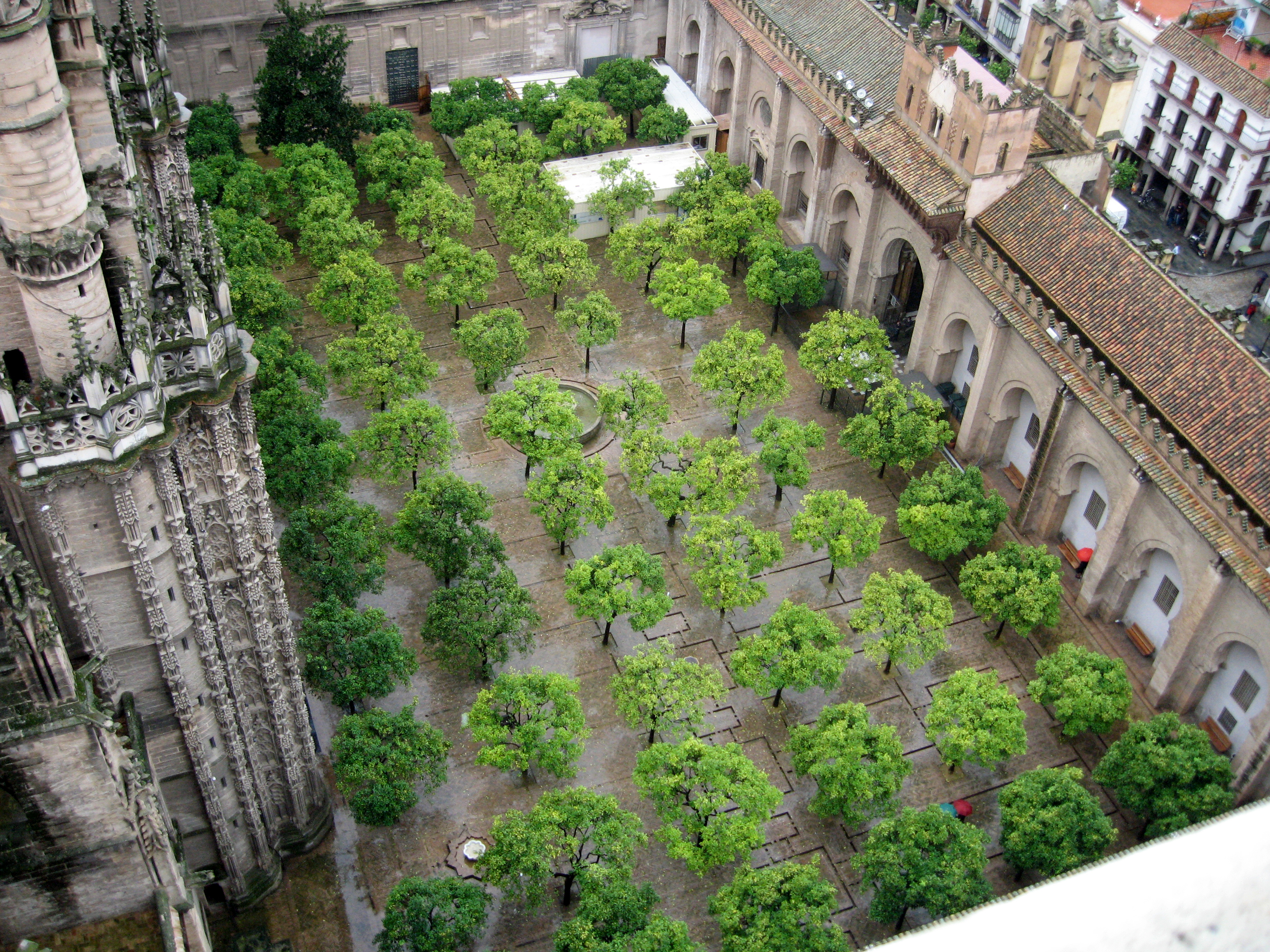
柑橘庭院

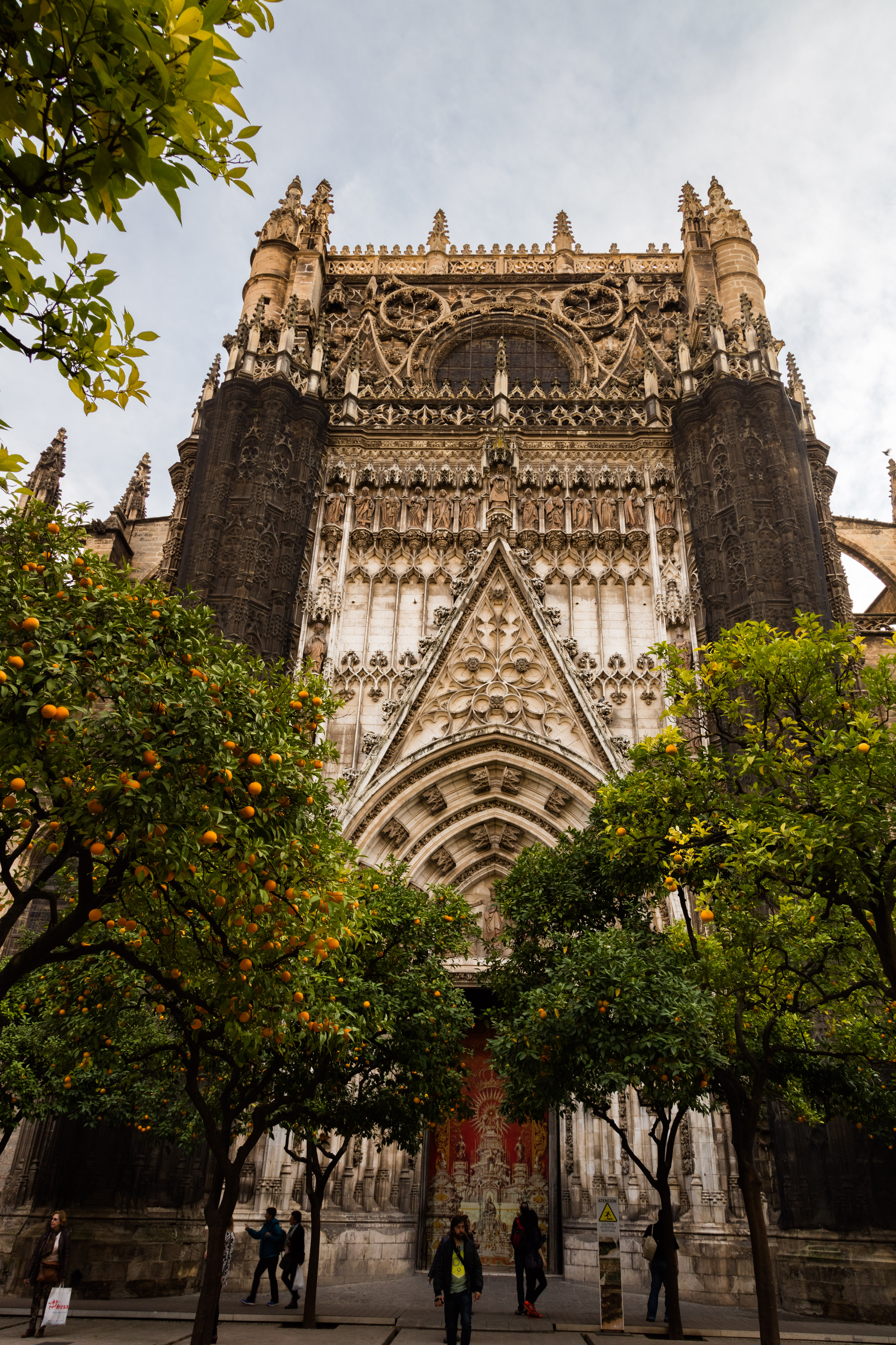
柑橘庭院与“圣母始胎之门”

柑橘庭院（西班牙语：Patio de los Naranjos）是塞维利亚主教座堂的一个开放式景观空间，是阿尔摩伊清真寺（mezquita almohade）的遗迹。它是长方形的，尺寸为43×81米。这座建筑于1172年开工，1186年竣工。从那时起，直到这座城市落入基督徒手中，这个庭院用于穆斯林的墓地、宴会厅和文化活动。 
柑橘庭院的短边有七个拱门，对应于最初阿拉伯清真寺的入口，今天称为“宽恕之门”（Puerta del Perdón）。另一处则是今天的“圣母始胎之门”（Puerta de la Concepción），以文艺复兴风格装饰。还有一个喷泉，顶部有西哥特人的taza。
柑橘庭院现在完全融入了主教座堂的基督教建筑群。随着时间的推移，它经历了几次修改。1618年，他们拆除了西翼，建立了圣体龛教堂（Iglesia del Sagrario）。